# Urà (Pau Gargallo)
Urà és una escultura de 1933 de l'artista Pau Gargallo. Una de les còpies està exposada a la Casa de la Ciutat de Barcelona.

## Història
El 1930, Gargallo va prendre notes d'una ballarina eqüestre de la qual encara es conserva un esborrany. Al cap de dos anys, els esbossos es van plasmar en una petita estàtua de bronze anomenada "Caballet de circ", on va realitzar alguns canvis respecte la idea original. La ballarina eqüestre la va canviar per una figura masculina sentada sobre el cavall, i també va afegir una pilota per intentar al·ludir al circ, ja que el nou personatge masculí, que estava nu, perdia la referència que donava la indumentària que posseïa la ballarina de la seva obra inicial. La primera figura femenina portava una falda, i les ondulacions les va decidir afegir a la base de la figura.
Durant els últims mesos de la seva vida, l'artista va continuar desenvolupant la idea però des d'un punt de vista mitològic, realitzant nombrosos canvis destacats com la pilota, que es va convertir en una esfera armil·lar i va afegir un parell d'ales al cavall, convertint-ho en un pegàs. Per acabar, les ondulacions que es van quedar a la base, les transformaven en núvols. El nom d'Urà, un deu de la mitologia grega, representava el Cel, i era fill i espòs de Gea, la Terra.
L'escultura original era de guix patinat, encara que posteriorment es van realitzar diverses copies de bronze, una de les quals va ser per a la Casa de la Ciutat de Barcelona, seu de l'Ajuntament. La còpia de bronze de l'Ajuntament va ser inaugurada al Vestíbul el 13 de febrer de 1990.
Aquesta obra, coetània del Gran profeta, és una síntesi de la morfologia expressiva de l'artista com el buidatge, el modelat en negatiu, la definició de les formes mitjançant plans...